# Fernando Tielve
José Fernando Tielve Asensao, también conocido como Fernando Tielve (Madrid, 21 de julio de 1986), es un actor español.

## Biografía

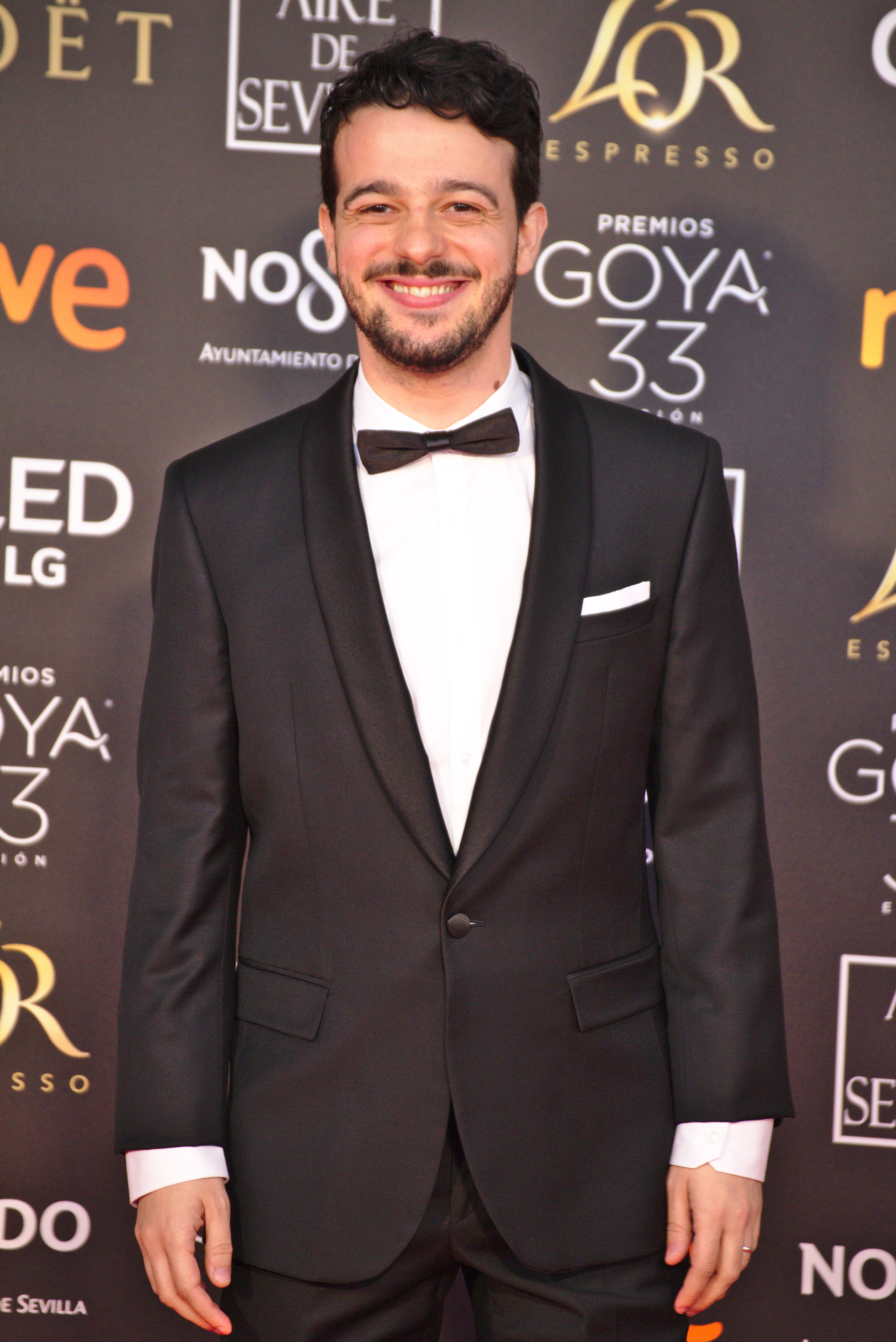
Fernando Tielve en los Premios Goya 2019

Debutó en el cine en 2001 con la película de Guillermo del Toro El espinazo del diablo, donde también trabajaron Federico Luppi, Marisa Paredes y Eduardo Noriega. En 2002 ganó el Young Artist Award al mejor actor joven en un filme internacional por su interpretación de Carlos en dicha película.
Participó en la primera y tercera temporadas de la serie española realizada por Antena3 El internado y en unos pocos capítulos de la segunda temporada junto con otros artistas como Luis Merlo, Natalia Millán y Amparo Baró.
En 2010 protagonizó la película 14 días con Víctor dirigida por Román Parrado y que se presentó en la Sección Oficial del Festival de Cine de Sitges.

## Filmografía

### Cine
| Año  | Película               | Director             | Personaje              |
| ---- | ---------------------- | -------------------- | ---------------------- |
| 2013 | Lose your head         | Stefan Westerwelle   | Luis                   |
| 2013 | Es un buen chaval      | Juanfer Andrés       | Hijo                   |
| 2011 | Seis puntos sobre Emma | Roberto Pérez Toledo | Diego                  |
| 2011 | La noche rota          | Diego Betancor       | Callejo                |
| 2010 | 14 días con Víctor     | Román Parrado        | Protagonista           |
| 2009 | Rabia                  | Sebastián Cordero    | Esteban                |
| 2008 | Alguien                | Gerardo Yllera       | Protagonista           |
| 2008 | Unmade beds            | Alexis Dos Santos    | Mike                   |
| 2006 | Los fantasmas de Goya  | Miloš Forman         | Álvaro Bilbatúa        |
| 2006 | Mujeres en el parque   | Felipe Vega          | Manuel                 |
| 2006 | El laberinto del fauno | Guillermo del Toro   | Second Young Guerrilla |
| 2006 | Yo can                 | Asier Salazar        | Policarpo Chinchilla   |
| 2004 | Niño vudú              | Toni Bestard         | Pablo                  |
| 2003 | Imagining Argentina    | Christopher Hampton  | Orfeo/Enrico           |
| 2002 | El embrujo de Shanghai | Fernando Trueba      | Dani                   |
| 2002 | El hombre del saco     | Miguel Ángel Vivas   | Iván                   |
| 2002 | El espinazo del diablo | Guillermo del Toro   | Carlos                 |
| 2001 | Estés donde estés      | Nicolás Tapia        | Martín (niño)          |

### Televisión
| Año         | Serie                  | Canal     | Personaje             | Notas        |
| ----------- | ---------------------- | --------- | --------------------- | ------------ |
| 1998        | A las once en casa     | La 1      | Kevin                 | 7 episodios  |
| 2007 - 2008 | El Internado           | Antena 3  | Cayetano Montero Ruiz | 18 episodios |
| 2012 - 2013 | Are you APP?           | Movistar+ | Álex                  | 4 episodios  |
| 2014        | #SINGLES               | YouTube   | Álex                  | 4 episodios  |
| 2016        | La sonata del silencio | La 1      | Paco                  | 1 episodio   |
| 2023        | 4 estrellas            | La 1      | Periodista            |              |